# Гульельмо Бокканегра
Гульельмо Бокканегра ( — ум. 1273 г.) (итал. Guglielmo Boccanegra) — генуэзский государственный деятель, первый капитан народа Генуэзской республики с 1257 по 1262 год. Обладал реальной властью, в чём ему помогал совет из 32 старейшин.

## Биография

### Происхождение и ранние годы

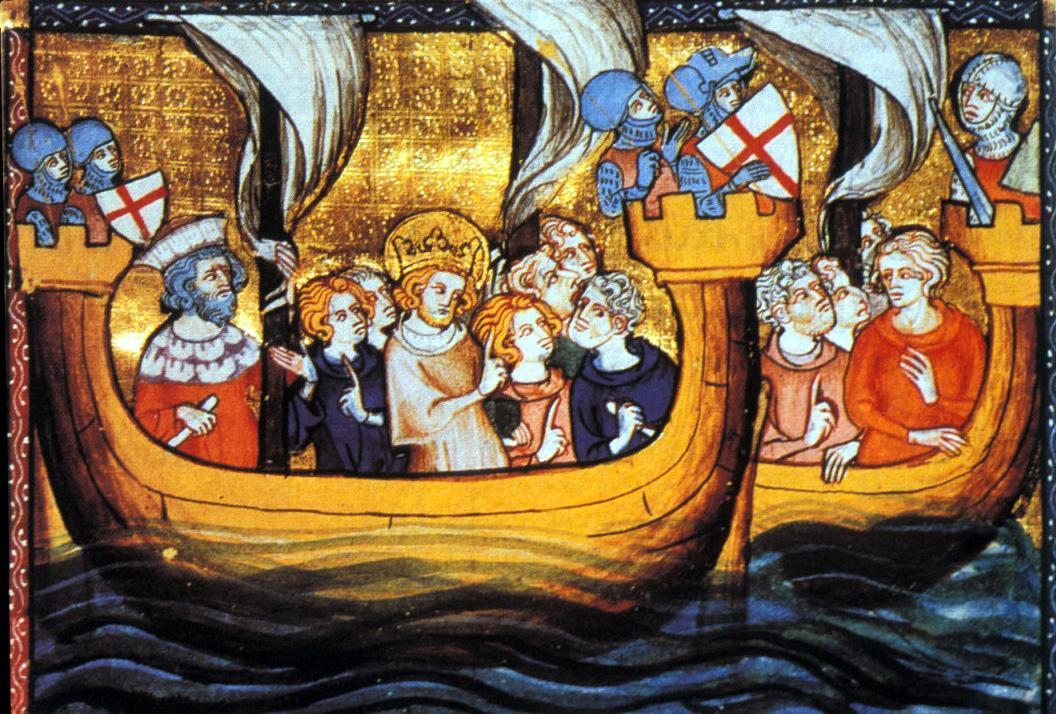
Людовик IX отправляется в крестовый поход из Эг-Морта. Гийом де Сен-Патю, Жизнь и чудеса Святого Людовика (XIV в.)

Происхождение семьи Бокканегра неясно. Первоначально они не были членами генуэзской аристократии, а скорее «пополарами» (бюргерами). Первым известным представителем семьи мог быть упомянутый в 1201 г. некий «Букканигра», в течение одного поколения несколько представителей занимались торговлей в Западном Средиземноморье. В 1235 году Ринальдо Бокканегра был членом совета коммуны, за ним 13 лет спустя последовал Марино Бокканегра. Как и другие генуэзские семьи, Бокканегра были активными участниками Седьмого крестового похода французского короля Людовика IX, получая прибыль от снабжения и оснащения кораблей крестоносцев.
Говорят, что Гульельмо участвовал в арагонском завоевании Майорки в 1229 году, но никаких доказательств, подтверждающих это, не существует. Первое надежное упоминание приходится на 1249 г., когда он как один из генуэзских консулов был в основном порту посадки крестоносцев Эг-Морт, а в 1249—1250 гг. он находился в Акре, где обязался платить жалованье людям младшего брата короля Альфонса де Пуатье. По возвращении из крестового похода он в 1251 и 1256 годах был членом совета коммуны.

### Приход к власти

#### Предыстория
В то время Генуя переживала ожесточенную борьбу между союзной Папе римскому фракцией, и поддерживавшими императора Священной Римской империи Фридрихом II гибеллинами. Генуя встала на сторону папства — особенно после избрания соотечественника Иннокентия IV, и изгнала местных гибеллинов из города. Когда Фридрих II умер в 1250 году, дворяне гвельфов предусмотрительно разрешили изгнанным противникам-гибеллинам вернуться в город и даже выплатили им некоторую компенсацию, чтобы укрепить позиции знати по отношению к простым людям.
Этой политике способствовал экономический бум 1250-х годов: несмотря на постоянные военные действия за границей, торговля расширилась, что привело к притоку банкиров и менял, а также ремесленников из других частей Италии и Франции. Это процветание было воплощено в чеканке первой золотой монеты, выпущенной итальянским городом-государством — дженовино. В то же время вновь обретенное богатство распределялось неравномерно, в основном попадая в руки нескольких знатных купеческих семей, и как народное недовольство, так и раскол между гвельфами и гибеллинами продолжали кипеть под поверхностью. Это проявилось в 1256 году, когда на республику обрушилась череда кризисов. Франция перестала размещать заказы на новые корабли и отказалась оплачивать предыдущие; в сочетании с окончанием конфликта с императором это оставило генуэзскую экономику, которая долгое время была ориентирована на оснащение военных кораблей, без денег. Назревающие проблемы в экономике проявились, когда в 1256 году обанкротились банки Негробоно и Кальво и несколько производителей шерсти. Внутри страны правительству пришлось применить папское постановление против еретиков, в то время как за границей положение Генуи на Сицилии и Леванте ухудшилось после начала войны святого Саввы против Венецианской республики.

#### Переворот
Именно в этой атмосфере кризиса на первый план вышел Бокканегра, но почему именно он — остается загадкой. Как отмечает историк Стивен Эпштейн, его карьера до этого момента не была исключительной. Историк Роберт Лопес предположил, что в качестве члена совета он критиковал злоупотребления и предлагал реформы, но Эпштейн отмечает, что он, возможно, «обладал политическим умением быть своим для всех людей»: его богатство делало его подходящим для элиты, а неблагородное происхождение сделало его популярным среди простых людей.
Ситуация достигла апогея во время судебного процесса над уходящим подестой Филиппо делла Торре по обвинению в растрате. Хотя его вина была очевидна, он был приговорен только к тюремному заключению и штрафу, что привело к беспорядкам со стороны простонародья. В январе 1257 г., подстрекаемые гибеллинами, они взялись за оружие под лозунгом fiat populus («власть народу») и собрались на площади перед церковью Сан-Сиро, провозгласив Бокканегру единоличным капитаном народа. Поначалу сопротивлявшегося лидера отвели в церковь, где люди присягнули ему на верность.
На следующий день новый режим оформился в соборе Сан-Лоренцо в присутствии нового подесты. Бокканегра получил верховную власть для реформирования устава коммуны, и ему должен был помогать совет из 32 анциани («старейшин», по четыре на каждый из восьми районов города). Несколько дней спустя его положение было ещё более усилено: анциани продлили срок его пребывания в должности до десяти лет вместо обычного одного года, и было оговорено, что, если он умрет до этого, его преемником станет один из его братьев. Ему были предоставлены годовой оклад в тысячу фунтов и оплачиваемый из казны дворец семьи Ричерио, личный штат из рыцаря, двух нотариусов и судьи, а также личная охрана в 12 стражников и 50 вооруженных слуг были предоставлены в его распоряжение, все подлежало оплате. из государственной казны.

### Правление

#### Консолидация власти
По словам Лопеса, длительный срок полномочий и положение о квазидинастической преемственности фактически превратили правление Бокканегры в синьорию, а не в обычную магистратуру. Роль подесты сводилась к решению мелочей повседневного управления, обнаруживший урезание полномочмй действующий подеста подал в отставку и был заменен другим, более податливым Бокканегре. По словам Эпштейна, на самом деле привёдшие к власти Бокканегру люди были бесправным средним классом («средними торговцами и мастерами-ремесленниками»), которые достигли процветания в предыдущие годы, но все ещё были исключены из управления. Дворяне-гибеллины, которые хотели скорее смены фракции, чем установления нового режима, начали выступать против Бокканегры. В противовес аристократии режим Бокканегры постепенно становился все более авторитарным и все больше полагался на поддержку простых людей.
При поддержке населения и некоторых семей гибеллинов Бокканегра смог пережить первый кризис. Бокканегра оставил за собой назначение всех должностных лиц. Дворяне гвельфов вскоре составили заговор против него, но узнав об их планах, он позволил предупредить их, что сурово накажет за планируемое. В результате эти дворяне бежали из города, и им сразу же запретили возвращаться. После этого Бокканегра поселился во дворце одного из их лидеров — Обиццо Фиески. Его положение ещё больше укрепилось, когда прибывший c дипломатической миссии кардинал Оттобуно Фиески, на самом деле пытался возбудить против него оппозицию, но был вынужден покинуть город после народных беспорядков. К 1260 году Бокканегра был на пике своей власти и престижа, управляя городом как де-факто самодержец («velut tyrannus», согласно придерживавшихся аристократических позиций Annales Ianuenses).

#### Финансовые реформы

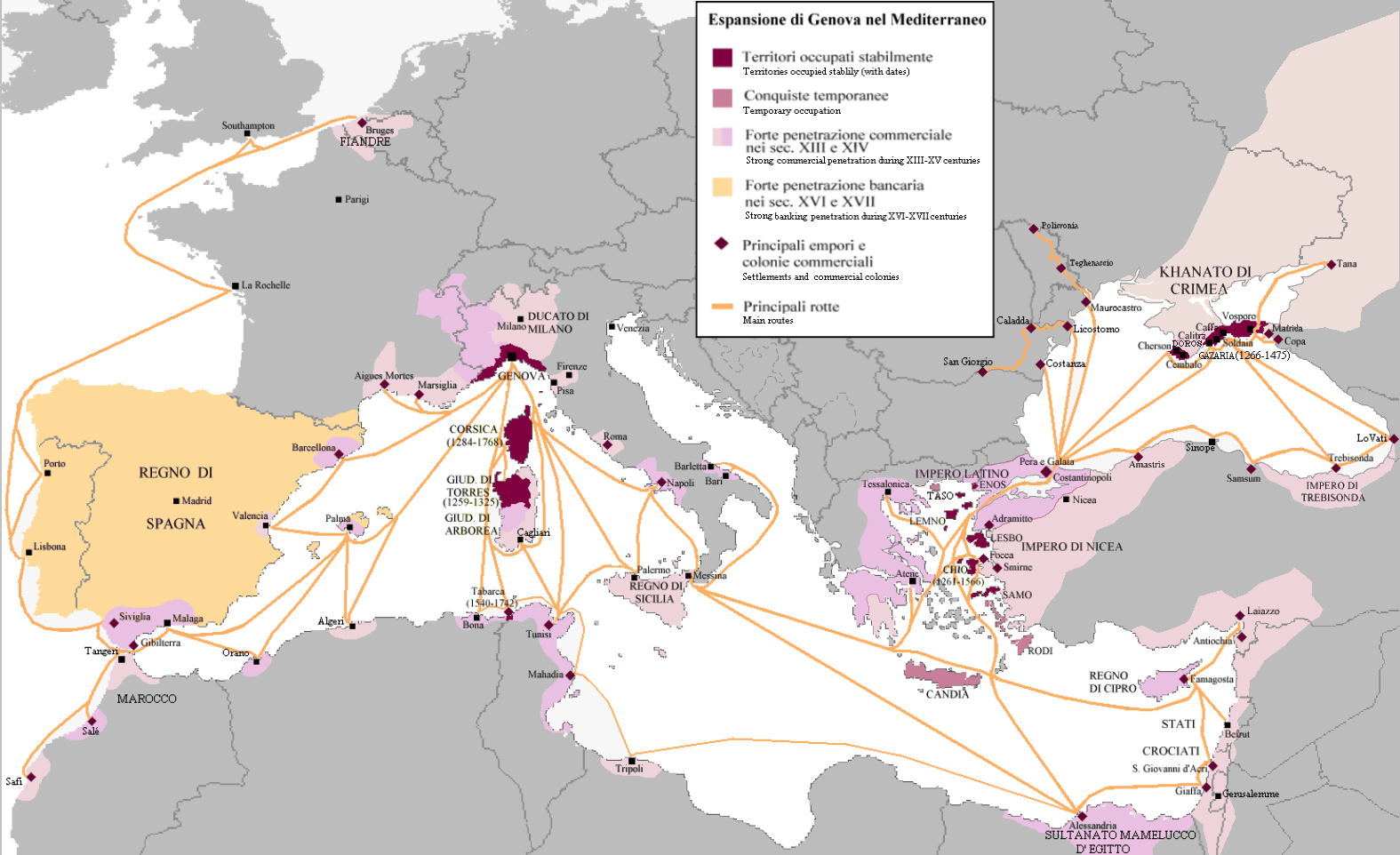
Генуя, её владения (тёмно-красный) и места её сильного и торгового (розовый) присутствия в XIII—XIV вв.

Укрепив свое положение, Бокканегра обратился к нарастающему финансовому кризису, который он унаследовал. Облагаемые налогом доходы коммуны уже заранее были куплены чиновниками прежнего режима по низким ценам, вопреки существующим законам. Бокканегра не хотел поднимать новые косвенные налоги, поэтому указом от 16 июня 1259 г. он преобразовал весь государственный долг в консолидированный и подлежащий погашению заём со скромной и фиксированной процентной ставкой в 8 %. Эта принятая народным собранием и видными дворянами-гибеллинами мера не только нанесла ущерб многим магнатам, но и дала Бокканегре средства для проведения экспансионистской фискальной политики. Главной её опорой была программа общественных работ, включая строительство новой ратуши Палаццо Сан-Джорджо и расширение портовых сооружений. Помимо функциональной и символической ценности этих построек, в этих новых зданиях также работало много горожан, что помогло положить конец кризису.
В то же время капитан народа успешно стремился отменить многие феодальные налоги, взимаемые маркизами Маласпина и другими правителями лигурийской долины, которые предшествовали созданию Генуэзской коммуны; он купил по выгодной цене права Генуэзского архиепископства на морскую торговлю; и безуспешно пытался отменить налоги, взимаемые несколькими дворянскими семьями как часть их наследства от ныне упраздненных виконтств региона. Банковский кризис продолжался до 1259 года с переменным успехом. Бокканегра сумел предотвратить банкротство банка Аскьери, а влияние его брата Ланфранко привело к спасению банка Оберто ди Ницца, но, несмотря на обещание выплатить его кредиторам 90 % их долгов, он не смог предотвратить банкротство одного из самых важных банков — Гульельмо Леккакорво. В то же время Бокканегра поощрял организацию городских ремесленников в гильдии, и с 1259 г. главы гильдий вместе с советниками коммуны и анцианами ратифицировали договоры от имени республики. Кроме того, его договор с королём Сицилии Манфредом Сицилийским помог возродить торговлю.

#### Внешняя политика
Одним из первых шагов, предпринятых Бокканегра, был договор с сыном Фридриха II Манфредом Сицилийским, который ещё раз открыл Сицилийское королевство для генуэзской торговли. Это был отход от прежней генуэзской политики времён доминирования гвельфов, стремившейся навязать условия Манфреду через папство. С другой стороны, продолжающаяся война с Пизой из-за Сардинии обернулась потерей Кальяри и Санта-Игии.
Однако главной проблемой, которую унаследовал Бокканегра, была Война святого Саввы с Венецией из-за доступа к рынкам Леванта. После двух морских поражений в 1258 году генуэзцы уступили союзу Венеции и Пизы свой главный торговый перевалочный пункт в регионе — Акру. Потеря была несколько возмещена, когда гибеллинский сеньор Тира Филипп I де Монфор предложил генуэзцам разместиться у него, но понесённые поражения подорвали престиж Бокканегры и показали возникшие проблемы: побежденные адмиралы были выбраны не за их способности, а за политическую надежность, а сама война усугубила финансовое положение республики.
Главным достижением правления Бокканегры было заключение 13 марта 1261 года Нимфейского договора с императором Михаилом VIII Палеологом. Договор обязывал Геную предоставить флот из 50 судов для борьбы с Венецией ради восстановления власти над Константинополем, расходы на который оплачивал император. Взамен генуэзцы получили очень выгодные торговые условия; после успешного восстановления власти Византии над городом они фактически унаследовали и даже расширили привилегированное положение, которое венецианцы занимали в Латинской империи. В конце концов, Константинополь был захвачен византийцами всего через две недели после подписания договора, для чего не понадобилась помощь генуэзская помощь с моря. Тем не менее, Михаил VIII скрупулёзно соблюдал условия, поскольку союзный флот всё ещё был необходим для борьбы с потенциальным контрударом венецианцев, в то время как византийский флот медленно восстанавливался. Благодаря субсидиям генуэзцы смогли значительно увеличить численность своего флота.

### Изгнание и смерть
Бокканегра не смог заставить замолчать внутреннюю оппозицию старых дворянских семей, которые свергли его в результате кровавого переворота в мае 1262 года. В изгнании Бокканегра поступил на службу к королю Франции Филиппу III Смелому, став наместником крепости Эг-Морт. Он умер там где-то в 1273 году.

## Наследие
Правление Бокканегры положило начало периоду в генуэзской истории, названному в честь периодического правления капитанов дель пополо, в основном из семей гибеллинов Спинола и Дориа, между периодами правления подеста. Это продолжалось до 1311 года и обычно рассматривается историками как «самая блестящая фаза процветания и влияния города».
Тем не менее память о правлении Бокканегры была неоднозначной: летописцы, представляющие интересы городской элиты, относятся к нему враждебно, но у простых людей вскоре возникла ностальгия по «народному» правительству. Это чувство помогло бы правнуку Гульельмо, Симоне Бокканегре, стать первым дожем республики в 1339 году.